# Onthophagus mucronifer
Onthophagus mucronifer är en skalbaggsart som beskrevs av D'orbigny 1905. Onthophagus mucronifer ingår i släktet Onthophagus och familjen bladhorningar. Inga underarter finns listade i Catalogue of Life.